# Landtagswahl im Saarland 1990
- SPD: 30
- FDP: 3
- CDU: 18

Die Landtagswahl im Saarland 1990 fand am 28. Januar 1990 statt. Die SPD ging als klarer Sieger aus der Wahl hervor und stellte weiterhin eine Alleinregierung.

## Ausgangssituation

### Spitzenkandidaten
Für die SPD trat der amtierende Ministerpräsident Oskar Lafontaine als Spitzenkandidat an. Die CDU ging mit Bundesumweltminister Klaus Töpfer ins Rennen.

### Wahlziele
Oskar Lafontaine trat an, um seine absolute Mehrheit aus dem Jahr 1985 bestätigen zu lassen. CDU und FDP traten mit dem Ziel an, die SPD-Regierung abzulösen. Die Grünen, welche bis dato noch nie im saarländischen Landtag vertreten waren und 1985 lediglich auf 2,5 Prozent der Stimmen gekommen waren, setzten sich das Ziel, erstmals in den Landtag einzuziehen.

## Ergebnis
Die Regierungspartei SPD konnte Stimmengewinne verzeichnen und war nun mit 30 Mandaten (+4) im Landtag vertreten. Sie erreichte das beste Ergebnis ihrer Geschichte und das beste Ergebnis einer Partei bei einer Landtagswahl im Saarland überhaupt.
Demgegenüber standen Einbrüche bei CDU und FDP. Die CDU erlitt ihr schlechtestes Ergebnis seit 1955, die FDP schaffte nur knapp den Sprung über die Fünf-Prozent-Hürde, die sie bei der letzten Wahl noch deutlich überschritten hatte.
Die erstmals kandidierenden Republikaner erreichten aus dem Stand ein Ergebnis von 3,4 Prozent und lagen damit noch vor den Grünen, die mit 2,6 Prozent der Stimmen erneut den Einzug in den Landtag verfehlten.
| Partei  | Stimmen | Stimmanteil | Sitze |
| ------- | ------- | ----------- | ----- |
| SPD     | 377 502 | 54,4 %      | 30    |
| CDU     | 231 983 | 33,4 %      | 18    |
| FDP     | 39 113  | 5,6 %       | 3     |
| REP     | 23 263  | 3,4 %       | —     |
| GRÜNE   | 18 380  | 2,6 %       | —     |
| NPD     | 1 628   | 0,2 %       | —     |
| Familie | 1 396   | 0,2 %       | —     |
| DKP     | 836     | 0,1 %       | —     |

Wahlbeteiligung: 83,2 %

## Regierungsbildung
Die absolute Mehrheit der SPD wurde bestätigt und noch ausgebaut. Somit konnte Oskar Lafontaine erneut ohne einen Koalitionspartner eine Regierung bilden.
Für die Liste der gewählten Abgeordneten siehe Liste der Mitglieder des Saarländischen Landtages (10. Wahlperiode).

## Bundespolitische Aspekte
Die Wahl geriet in den Fokus der bundesweiten Medien, da von ihr letztendlich abhängen sollte, ob Oskar Lafontaine als Kanzlerkandidat der SPD gegen Helmut Kohl zur Bundestagswahl im gleichen Jahr antreten sollte.
Nach seinem überragenden Wahlsieg wurde Lafontaine zum Kanzlerkandidaten der SPD ernannt.